# Апеирофобија
Апеирофобија (од старогрчког:стгрч. απειρος απειρος) је фобија од бесконачности или вечности, која изазива нелагодност, а понекад и нападе панике.
Најчешће се јавља у адолесценцији или раније и тренутно није познато како се нормално развија током времена. Апеирофобија може бити узрокована егзистенцијалним страхом од вечног живота или заборавом након смрти. Због тога се често повезује са танатофобијом (страхом од умирања). Као и друге фобије, апеирофобија може бити повезана са стањима менталног здравља као што су анксиозни поремећаји или опсесивно-компулзивни поремећај.
Постоји врло мало истраживања о овој фобији. Упркос томе што га Америчко удружење психијатара не препознаје посебно у ДСМ-5, оно испуњава њихове критеријуме за специфичну фобију, која је врста анксиозног поремећаја. Не постоје познате методе лечења које су посебно дизајниране за лечење апеирофобије.